# Critiques libres
Critiqueslibres.com, appelé plus communément Critiques Libres ou encore en abrégé « CL », est un site du Web 2.0, c’est-à-dire un site alimenté par les internautes. Tout comme Wikipédia, ce site est rendu possible grâce à la contribution de bénévoles qui utilisent Internet pour partager leurs connaissances et leurs expériences de lectures.
En mars 2016, le site revendique sur sa page d'accueil plus de 45 000 livres dans sa base, plus de 100 000 critiques, et près de 15 000 membres.

## Histoire
Le site Critiqueslibres.com est ouvert à la fin de l'année 2000 par trois jeunes femmes belges. La structure qui gère le site est une association sans but lucratif (ASBL), forme juridique d'association à but non lucratif en Belgique. Quelques bandeaux publicitaires et un partenariat avec Amazon (et dans une moindre mesure avec la librairie montpelliéraine Sauramps), qui reverse une commission en cas d'achat passant par le site de Critiques Libres, assure le financement de l'hébergement. L'administration du site et sa maintenance sont réalisées bénévolement.

## Contenu
Le site contient des évaluations de livres, des résumés, des critiques, des forums de discussion et toute sorte d’informations reliées à la littérature francophone (incluant les livres traduits en français). Le site s’intéresse à tous les types de littérature, allant de la littérature classique aux romans à l'eau de rose, en passant par les histoires fantastiques, les livres scientifiques et les bandes dessinées.

## Vie communautaire
Dès le départ une des volontés des créatrices est de constituer une communauté autour de la question de la lecture et de la littérature. L'accent est donc mis sur les échanges entre les lecteurs à travers des outils ou des évènements. De la lecture, activité plutôt solitaire, le site se présente comme un « lieu de sociabilité littéraire », comme le soulignent Mary Leontsiny et Jean-Marc Leveratto dans leur article Internet et la construction du goût littéraire : le cas de critiqueslibres.com. 
Les membres inscrits peuvent créer des sujets de forums de discussion, ou participer à un fil de discussion déjà ouvert.